# Polygonia seoki
Polygonia seoki är en fjärilsart som beskrevs av Shuhei Nomura 1937. Polygonia seoki ingår i släktet Polygonia och familjen praktfjärilar. Inga underarter finns listade i Catalogue of Life.